# Phan Hòa
Phan Hòa là một xã thuộc huyện Bắc Bình, tỉnh Bình Thuận, Việt Nam.
Xã Phan Hòa có diện tích 74,55 km², dân số năm 1999 là 7.461 người, mật độ dân số đạt 100 người/km².